# 琼崖蛇根草
琼崖蛇根草（学名：[Ophiorrhiza aureolina f. qiongyaensis] 错误：{{Lang}}：文本有斜体标记（帮助））为茜草科蛇根草属金黄蛇根草下的一个变型。

## 扩展阅读
- 維基物種上的相關：琼崖蛇根草